# Старий Замбжикув
Старий Замбжикув (пол. Stary Zambrzyków) — село в Польщі, у гміні Собене-Єзьори Отвоцького повіту Мазовецького воєводства.
Населення — 216 осіб (2011).
У 1975-1998 роках село належало до Седлецького воєводства.

## Демографія
Демографічна структура станом на 31 березня 2011 року:
|          | Загалом | Допрацездатний вік | Працездатний вік | Постпрацездатний вік |
| -------- | ------- | ------------------ | ---------------- | -------------------- |
| Чоловіки | 115     | 22                 | 77               | 16                   |
| Жінки    | 101     | 19                 | 51               | 31                   |
| Разом    | 216     | 41                 | 128              | 47                   |